# 왕십리 (1984년 드라마)
《왕십리》는 1984년 2월 19일에 MBC TV에서 방영되었던 베스트셀러극장이다.

## 줄거리
10년 만에 귀국한 준태, 옛 애인을 찾아
홍콩에서 10여 년 만에 귀국한 민준태(유인촌)는 옛 애인 정희(임예진)를 찾아 왕십리로 향한다.
그는 달리는 버스 안에서 소매치기를 당하는 술집 호스티스 윤애(정애리)를 발견, 그녀를 도와준다.
자신이 살던 왕십리 근처를 둘러보던 준태는 그동안의 변화에 놀란다.
여관방에 거처를 정하게 된 그는 과거에 친하게 지냈던 당구장 주인 왕 씨(전운)를 만나 정희의 소식을 수소문해보지만 헛걸음만 치게 된다.
왕 씨의 의견에 따라 정희를 찾는 신문광고까지 낸 준태는 우연히 술집에서 윤애를 만나 사랑의 감정을 키우는 한편 왕십리 일대의 범죄조직 수장으로 과거에 관계가 있었던 안경수(김용건)로부터 협조요청을 받지만 단번에 거절한다. 그러던 어느 날 준태는 과거에 알고 지냈던 윤충갑(현석)으로부터 정희의 행방에 대한 이야기를 듣게 되는데...

## 출연
- 유인촌
- 정애리
- 임예진
- 전운
- 현석
- 김용건
- 김길호
- 박영지
- 김웅철
- 최성철
- 차윤회
- 김주영
- 전인택
- 김지영
- 박혜숙
- 문창근
- 전희룡
- 정선일
- 이원재
- 이동신
- 정성모
- 한창호
- 이정미
- 윤하영
- 박재호
- 이대우
- 김재경